# نادر شوكوروف
نادر شوكوروف هو لاعب كرة قدم أذربيجاني في مركز حراسة المرمى، ولد في 28 فبراير 1967. شارك مع منتخب أذربيجان لكرة القدم. أما مع النوادي، فقد لعب مع نادي باكو ونادي قبله ونادي قره باغ ونادي كاباز.

## وصلات خارجية
- نادر شوكوروف على موقع قاعدة بيانات كرة القدم.إي يو (الإنجليزية)
- نادر شوكوروف على موقع ناشيونال فوتبول تيمز (الإنجليزية)
- نادر شوكوروف على موقع عالم كرة القدم.نت (الإنجليزية)